# Isaak Lipnitski
Isaak Oskarovitch Lipnitski est un joueur d'échecs soviétique né le 25 juin 1923 à Kiev et mort le 25 mars 1959 à Kiev. Deux fois  champion d'Ukraine (en 1949 et en 1956), il finit deuxième du championnat d'URSS 1950 derrière Paul Keres.

## Biographie et carrière
Lipnitski est né à Kiev. Avant la Seconde Guerre mondiale, à seize ans, il se qualifia pour la finale du championnat d'Ukraine à Dniepropetrovsk en 1939 et il finit septième du championnat d'Ukraine avec 8 points sur 15, un point devant David Bronstein. 
Pendant la guerre, Lipnitski servit dans l'Armée rouge, participa à la défense de Stalingrad et fut décoré.
Après la guerre, il finit cinquième du quart de finale du championnat d'URSS disputé à Tbilissi en 1947 et remporté par Tigran Petrossian. En 1948, il termina 5e-8e, ex æquo avec Efim Geller, du championnat d'Ukraine en 1948. En 1949, il devint champion d'Ukraine à Odessa, 15,5 points sur 19 (+14 -2 =3), deux points devant le deuxième Geller. En 1950, il remporta le championnat du club Spartak à Dzintari (près de Jurmala en Lettonie), devant Oufimtsev, Fourman et Kholmov ; puis il finit deuxième du championnat d'Ukraine 1950, un demi-point derrière Geller. 
En 1950, il remporta sa demi-finale du championnat d'URSS à Kiev devant Geller et Ragozine, se qualifiant pour la première fois à une finale du championnat d'URSS. Lors de la finale, il marqua 11 points sur 17 (+8 −3 =6) et termina deuxième-quatrième, ex æquo avec Lev Aronine et Aleksandr Tolouch, un demi-point derrière le vainqueur Paul Keres. Lors de ce championnat il devançait Aleksandr Konstantinopolski, Vassily Smyslov, Isaac Boleslavski, Efim Geller, Salo Flohr, Igor Bondarevski, Vladas Mikenas, Tigran Petrossian, Youri Averbakh, Giorgueï Borissenko et Alekseï Souétine. Les deux années suivantes, il finit deuxième de sa demi-finale en 1951 et premier de sa demi-finale en 1952, devant Souétine, Kortchnoï, Averbakh, Flohr, Antochine et Kholmov. En finale il ne marqua que 6,5 points sur 17 en 1951 et 7 points sur 19 en 1952 (en ayant battu Kérès). Lors du championnat d'URSS par équipes des républiques, en 1953, il joua au premier échiquier de l'équipe d'Ukraine et marqua me meilleur score avec cinq points sur sept (+3 =4) et battit Semion Fourman. En 1955, il jouait au deuxième échiquier et marqua le deuxième score (6,5 / 9), derrière Kortchnoï (8 / 9).
En 1953, il finit 3e-4e du championnat d'Ukraine et premier en 1956. Il mourut de polyglobulie en 1959 après 35 ans de maladie chronique.

## Contributions à la théorie des ouvertures
L'attaque Lipnitski, appelée aussi attaque Sozine, est une sous-variante de la Sicilienne Najdorf : 1. e4 c5 2. Cf3 d6 3. d4 cxd4 4. Cxd4 Cf6 5. Cc3 a6 6. Fc4. Cette variante avait déjà été essayée par Schlechter et Sozine.
La variante Lipnitski est une variante de la partie espagnole : 1. e4 e5 2. Cf3 Cc6 3. Fb5 a6 4. Fa4 Cf6 5. O-O d6 6. Fxc6+ bxc6 7. d4 Fg4. Cette variante, qui avait été jouée en 1870, n'est pas considérée comme satisfaisante à cause de la suite : 8. dxe5 Cxe4 9. h3.